# Cassandra’s Run

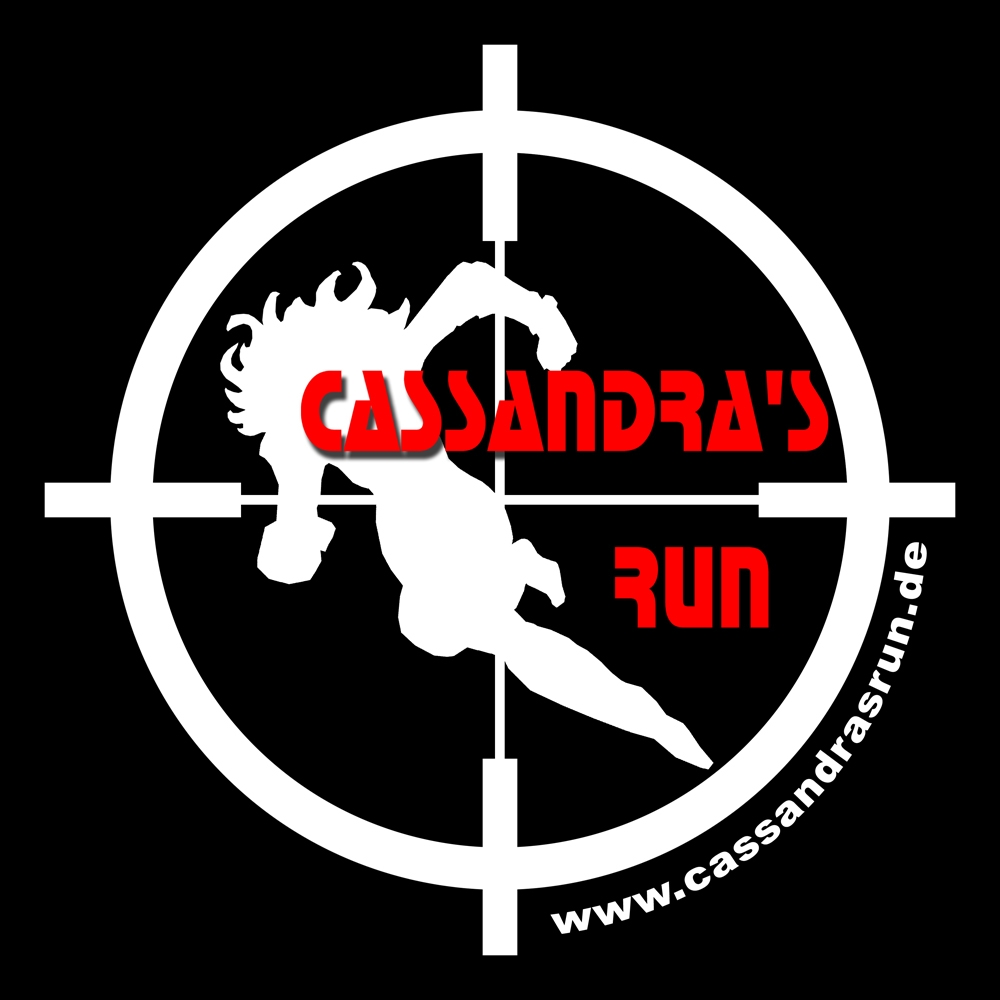
Logo der Hörspielreihe Cassandra's Run

Cassandra’s Run ist der Name einer interaktiven Dark Future-Hörspielreihe.

## Handlung
Nürnberg im Jahr 2036+. Der Multikonzern NorCon kontrolliert alle Aspekte des öffentlichen Lebens. Doch nicht jeder glaubt die Illusion der heilen Welt: Eine Widerstandsgruppe sind die „brainZ“. Ihr Kommunikationsmittel ist der alte, vergessene Sender Radio Z. Von dort aus koordiniert Moderator Sul die Einsätze seiner Runner, die gegen Geld gefährliche Einsätze für den Widerstand ausführen.
Eine der talentiertesten dieser modernen Cyber-Söldner ist Cassandra.

## Allgemeines
1999 planen Stefan Gnad und Jörg Pelleter ein Hörspiel im Cyberpunk-Szenario.
Alleinstellungsmerkmal dieser Hörspielreihe ist das interaktive Element: Die Zuhörer (genannt „brainZ“) sind Teil der Handlung und können per Abstimmung Einfluss auf den weiteren Verlauf des Runs nehmen, indem sie Entscheidungen treffen oder Rätsel lösen. Die Mehrheit bestimmt, wie die Geschichte weiter geht. Ein einfaches Beispiel für so eine interaktive Entscheidung wäre, ob die Heldin Cassandra durch die linke oder durch die rechte Tür gehen soll. Entscheiden sich die brainZ für die rechte Tür, dann geht das Abenteuer durch diese hindurch weiter, und der komplette Weg, der für die linke Tür vorproduziert wurde, landet ungesendet im Mülleimer.
Produziert wird die Serie ab Sommer 2000 von einem fünfköpfigen Team, bestehend aus Sabine Reichel, Peter Romir, Stefan Gnad, Jörg Pelleter und Sven Rödig, unter dem Namen hör-Q-nst Nürnberg.
Sämtliche Teile von Cassandra’s Run spielen in Nürnberg, der Heimatstadt der Macher. Die Geschichten sind so angelegt, dass sie sich theoretisch in Echtzeit abspielen.
Bei Cassandra’s Run gibt es keinen Erzähler.
Die ersten fünf Abenteuer werden live auf dem kleinen freien Nürnberger Alternativ-Sender Radio Z gespielt. Der von den brainZ per Telefon, Fax und E-Mail gewählte Weg landet anschließend in einer non-interaktiven Hörspiel-Version zum kostenlosen Download im MP3-Format im Internet.
Nachdem im Dezember 2008 wenige Minuten nach Start des Runs „Scanesis“ sowohl der Internet-Stream von Radio Z als auch die Seiten der Macher unter dem Ansturm zusammenbrechen, entscheidet hör-Q-nst Nürnberg, den nächsten Teil „Rauschgold“ im Dezember 2010 erstmals nur via Internet zu spielen. Den brainZ bleiben an jeder Weggabelung 72 Stunden, um ihre Entscheidung, wie die Handlung weitergehen soll, per E-Mail abzugeben. Wie gehabt entscheidet die Mehrheit der gültig-abgegebenen Stimmen.
2010 verlässt Peter Romir hör-Q-nst Nürnberg, 2011 Sabine Reichel. Das verbliebene Team bringt im Dezember 2012 das Bühnenstück „Willy Blau“ in einer Hörspielversion heraus, die erneut auf cassandrasrun.de gespielt wird.

## Folgenindex
In der Reihe Cassandra’s Run sind bislang folgende Teile erschienen:
| Folge | Titel                  | Jahr |
| ----- | ---------------------- | ---- |
| 1.    | Cassandra’s Run        | 2000 |
| 2.    | Die M-Zone             | 2002 |
| 3.    | Session X              | 2005 |
| 4.    | Schratherbst           | 2006 |
| -     | Willy Blau (Livestück) | 2006 |
| 5.    | Scanesis               | 2008 |
| 6.    | Rauschgold             | 2010 |
| 3.5   | Willy Blau             | 2012 |

## Live-Auftritte
Im Juli 2006 führt hör-Q-nst Nürnberg das Stück „Cassandra’s Run live: Willy Blau“ beim hörMAL-Festival des Bayerischen Rundfunks auf. 2007 wird „Willy Blau“ in Fürth, in Chemnitz und in Oberhausen gespielt. Im Dezember 2015 erscheint „Willy Blau“ als Hörspiel.

## Preise und Auszeichnungen
Die ersten beiden Folgen von Cassandra’s Run werden 2001 und 2003 mit dem Lokalen Rundfunkpreis der Mittelfränkischen Medienbetriebsgesellschaft ausgezeichnet.
„Session X“ erreicht 2005 den 1. Platz (Kritiker) sowie den 3. Platz (Publikum) des Hörspiel-Awards in der Kategorie „bestes Radio-Hörspiel“.
„Schratherbst“ wird mit dem 1. Kritikerpreis beim Hörspiel-Award 2006 ausgezeichnet, landet in der Kategorie „Publikumswertung“ auf Platz 3 und in der Kategorie „Kollegenwertung“ auf Platz 2.
Beim Hörspiel-Award 2008 landet „Scanesis“ in der Kategorie „Bestes Gratis-Hörspiel“ auf dem Siegertreppchen und belegt einen zweiten Platz als „Bestes Radio-Hörspiel“.